# Ambasciata d'Italia ad Addis Abeba
L'ambasciata d'Italia ad Addis Abeba è la missione diplomatica della Repubblica Italiana nella Repubblica Federale Democratica d'Etiopia. Essa è accreditata secondariamente presso il Gibuti, il Sud Sudan e l'Autorità intergovernativa per lo sviluppo.
La sede è Villa Italia, struttura circondata da un parco di 14 ettari e situata su una collina a nord-est del centro di Addis Abeba.

## Storia
La prima Legazione del Regno d'Italia in Etiopia venne istituita nel 1897 e collocata inizialmente in varie capanne tucul al centro di Addis Abeba, poi ad Addis Alem, città dove vennero dislocate anche le altre rappresentanze diplomatiche, oltre al Ghebì dell'Imperatore e tutti i vertici della società abissina. Il trasferimento nella sede attuale avvenne solo un decennio più tardi, quando l'Imperatore Menelik II concesse nel 1907 all'Italia 40 ettari di terreno. L’edificio effettivo della Residenza fu costruito tra il 1909 ed il 1911 e rinnovato nel 1925. Nel 1936, in epoca coloniale, l'Impero d'Etiopia fu annesso all'Africa Orientale Italiana e il complesso venne trasformato in residenza del Governatore e poi del Viceré Amedeo d'Aosta e dalla sua famiglia. Il suo status di Legazione venne abolito, insieme a tutti i Consolati italiani in Etiopia, come conseguenza dell’occupazione del Paese, divenuto formalmente un’estensione del territorio italiano. Dal 1941 a causa della sconfitta italiana della campagna dell'Africa Orientale Italiana, la villa passò sotto controllo britannico e venne alternatamente utilizzata dalla casa Imperiale Etiopica come residenza per ospiti illustri. Nel 1952, al momento del ristabilimento delle relazioni diplomatiche, tornarono in mani italiane solo 14 ettari dei 40 originari, comprensivi di tutte le costruzioni realizzate sino all'inizio degli anni '30 più parte dei giardini e delle aree boschive circostanti. Da allora Villa Italia ospita la Residenza dell'Ambasciatore, le Cancellerie Diplomatica e Consolare, l'abitazione e gli uffici dell'Addetto Militare, gli Uffici della Cooperazione allo Sviluppo e altre abitazioni di dipendenti dell'Ambasciata. Vi sono edifici di servizio e una scuderia.

## Altre sedi diplomatiche dipendenti
La missione italiana in Etiopia conta anche 2 consolati onorari, dipendenti dalla sezione consolare dell'Ambasciata:
| Tipologia          | Sede   | Zona di competenza |
| ------------------ | ------ | ------------------ |
| Consolato onorario | Gibuti | Gibuti             |
| Consolato onorario | Giuba  | Sudan del Sud      |